# ニコリの数独
ニコリの数独（ニコリのすうどく）は、ハムスターから発売されているパズルゲームのシリーズ。
ニコリとハムスターの共同開発で、数独（ナンバープレイス）の他にも複数のペンシルパズルが収録されている。各種ペンシルパズルのダウンロード単品発売であるニコリのパズルシリーズについても述べる。

## PlayStation Portable版
PlayStation Portable版は、それぞれ数独および2種ないし3種のペンシルパズル500問が収録されている。
2010年11月25日に『ニコリの数独+2 第一集 〜数独 ぬりかべ へやわけ〜』が発売され、その後2011年1月13日に『ニコリの数独+3 第二集』が、2011年3月10日に『ニコリの数独+3 第三集』、2011年6月9日に『ニコリの数独+3 第四集』が順次発売された。
1. ニコリの数独+2 第一集 〜数独 ぬりかべ へやわけ〜[10]
数独100問、ぬりかべ200問、へやわけ200問を収録[11]。
2. ニコリの数独+3 第二集 〜数独 カックロ 美術館 ひとりにしてくれ〜[12]
数独100問、カックロ100問、美術館200問、ひとりにしてくれ100問を収録[13]。
3. ニコリの数独+3 第三集 〜数独 スリザーリンク ましゅ ヤジリン〜[14]
数独80問、スリザーリンク200問、ましゅ200問、ヤジリン20問を収録[15]。
4. ニコリの数独+3 第四集 〜数独 ナンバーリンク 四角に切れ 橋をかけろ〜[16]
数独70問、ナンバーリンク60問、四角に切れ200問、橋をかけろ170問を収録[17]。

2012年8月2日には通常版から問題数を減らした『ニコリの数独LITE』（第一集〜第四集）が発売された。各100問収録で、アドオンの追加問題集（集毎に100問×4）を全て購入すると通常版と同等の500問となる。
アドホック通信で最大4人までの対戦が可能（ゲームシェアリング対応）。

## ニンテンドー3DS版
『ニコリの数独3D 〜8つのパズルで1000問〜』は、2011年3月31日に発売されたニンテンドー3DS用ソフト。2012年4月12日に『ニコリの数独3D 第二集 ～8つのパズルで1000問〜』が発売された。
数独をはじめとした8種類のペンシルパズル1000問が収録されており、入力した数字や線が立体表示される。ローカル通信プレイによる通信対戦が可能だが、ダウンロードプレイには非対応。
ニコリの数独3D 〜8つのパズルで1000問〜
収録パズル：数独、カックロ、スリザーリンク、美術館、ぬりかべ、へやわけ、ひとりにしてくれ、ましゅ
ニコリの数独3D 第二集 ～8つのパズルで1000問〜
収録パズル：数独、スリザーリンク、四角に切れ、橋をかけろ、へやわけ、ナンバーリンク、ヤジリン、美術館

## PlayStation Vita版
『ニコリの数独V 珠玉の12パズル』は、2012年4月12日に発売されたPlayStation Vita用ソフト。12種類のペンシルパズルがそれぞれ100問ずつ、全部で1200問を収録している。
パズル毎に問題を1問ずつクリアする通常の形式に加えて、問題がランダムに出題される「シャッフル」機能を搭載。
PS Vitaの機能であるタッチ操作で盤面を拡縮でき、これまでのシリーズでは遊ぶことのできなかった大きなサイズも遊べるようになった。
ニコリの数独V 珠玉の12パズル
収録パズル：数独、ぬりかべ、へやわけ、カックロ、美術館、ひとりにしてくれ、ましゅ、スリザーリンク、ヤジリン、ナンバーリンク、四角に切れ、橋をかけろ

## ニコリのパズル
ダウンロード専用ソフト。『ニコリの数独』とは違う問題が50問ずつ収録。
ニンテンドー3DS、PlayStation Vita（ニコリのパズルV）、PlayStation 4（ニコリのパズル4）、Nintendo Switch（ニコリのパズルS）版、ニコリのパズルW（Xbox One・Windows 10 PC対応）がそれぞれ発売されている。
| タイトル名                     | ニコリのパズル                            | ニコリのパズルV  | ニコリのパズル4 | ニコリのパズルS | ニコリのパズルW  | ニコリのパズルW |
| プラットフォーム               | ニンテンドー3DS                           | PlayStation Vita | PlayStation 4   | Nintendo Switch | Xbox One・XSX\|S | Windows 10      |
| ------------------------------ | ----------------------------------------- | ---------------- | --------------- | --------------- | ---------------- | --------------- |
| - 数独 - Sudoku                | 2011年6月7日 2012年5月10日 2013年8月15日  | 2012年2月8日     | 2014年2月22日   | 2022年9月15日   | 2022年9月15日    | 2022年9月14日   |
| - 美術館 - Akari               | 2011年7月20日 2012年7月5日 2013年12月19日 | 2012年6月21日    | 2014年10月30日  | 2022年10月20日  | 2022年10月20日   | 2022年10月19日  |
| - カックロ - Kakuro            | 2011年8月3日 2012年5月31日 未発売         | 2012年4月19日    | 2014年7月17日   | 2023年8月24日   | 2023年8月24日    | 2023年8月23日   |
| - スリザーリンク - Slitherlink | 2011年8月24日 2012年6月21日 未発売        | 2012年5月9日     | 2014年7月31日   | 2022年11月10日  | 2022年11月10日   | 2022年11月09日  |
| - ぬりかべ - Nurikabe          | 2011年8月31日 2012年10月11日 未発売       | 2012年5月24日    | 2014年8月21日   | 2022年12月8日   | 2022年12月8日    | 2022年12月7日   |
| - へやわけ - Heyawake          | 2011年9月14日 2012年9月6日 未発売         | 2012年6月7日     | 2014年9月11日   | 2023年1月12日   | 2023年1月12日    | 2023年1月11日   |
| - ましゅ - Masyu               | 2011年9月28日 2012年7月19日 未発売        | 2012年7月5日     | 2014年11月6日   | 2023年3月9日    | 2023年3月9日     | 2023年3月8日    |
| - ひとりにしてくれ - Hitori    | 2011年10月26日 2012年9月27日 未発売       | 2012年7月19日    | 2016年5月13日   | 2023年7月13日   | 2023年7月13日    | 2023年7月12日   |
| - 橋をかけろ - Hashiwokakero   | 2012年5月9日 未発売                       | 2012年8月9日     | 2015年3月26日   | 2023年2月9日    | 2023年2月9日     | 2023年2月8日    |
| 四角に切れ Shikaku             | 2012年5月23日 未発売                      | 2012年8月30日    | 2015年12月4日   | 2023年4月13日   | 2023年4月13日    | 2023年4月12日   |
| - ヤジリン - Yajilin           | 2013年4月17日 未発売                      | 2012年9月27日    | 2016年4月8日    | 2023年6月1日    | 2023年6月1日     | 2023年5月31日   |
| - ナンバーリンク - Numberlink  | 2013年8月28日 未発売                      | 2012年9月13日    | 2015年12月18日  | 2023年5月18日   | 2023年5月18日    | 2023年5月17日   |